# Le Coq gaulois
Pour les articles homonymes, voir Coq gaulois.
 (juin 2021).
Le Coq gaulois est une série de comics français créée par Pascal Pelletier, publiée pour la première fois en 2013 par Galaxie comics studios.

## Synopsis
Le parcours du personnage est quelque peu atypique. Officier de carrière dans les Forces armées des États-Unis pour commencer, il fait ses études militaires à l'académie militaire de West Point. Par la suite, il intègre une unité spéciale qui a pour but d'intervenir sur les éventuelles zones de tension afin d'éviter un engrenage qui pourrait amener au conflit armé. Mais un accident va le contraindre à rester derrière un bureau au Pentagone, à Washington.
C'est à partir de là qu'il fera la rencontre de sa future épouse qui lui donnera deux enfants.
Ayant la double nationalité franco-américaine, Marcus Dikson aspire à intégrer les Forces armées françaises où son grand-père avait servi.
Partis trois semaines plus tôt pour la France, l'épouse de Dikson ainsi que ces deux enfants s'apprêtent à le rejoindre en prenant le premier vol, le 11 septembre 2001. Ils n'arriveront jamais à destination.
Marcus Dikson, apprenant la terrible nouvelle, va trouver le réconfort et la force de tenir en continuant les opérations militaires à travers le monde et notamment en Afghanistan. Mais son état mental et psychologique s'affaiblit grandement et menace l'intégrité des forces armées françaises. Lors d'une opération contre l'orpaillage illégal en Guyane française, le capitaine Dikson commet l'irréparable en brûlant et en faisant exploser tout un village. Les services de renseignements étaient clairs : il n'y avait pas de femmes ni enfants. Mais lorsque les autorités découvrirent les corps calcinés dans les baraquements, Dikson fut mis aux arrêts. Jugé par un conseil militaire exceptionnel, il fut radié de l'armée pour déshonneur envers l'Armée française et la République. Un tribunal civil lui retira définitivement ces droits civiques.
Lors de son envoi en prison, Marcus Dikson parvient à s'évader et mènera une vie de hors la loi et de mercenaire n'ayant plus qu'un objectif : tuer du terroriste et retrouver la trace de Ben Laden.
Pendant près de cinq ans, Marcus Dikson va défrayer la chronique. Les meurtres à répétition envers des dictateurs, des terroristes, trafiquants en tout genre trouveront un écho d'approbation envers le public.
Malheureusement, l'une de ses opérations va compromettre l'ensemble des pays membres de l'Alliance atlantique. Décision est prise de l'arrêter et de l'empêcher de nuire définitivement.
Ce sera chose faite six mois plus tard au siège des Nations unies, à New York. Après son arrestation qui fera grand bruit, il est interné dans un centre de rééducation pour les militaires souffrant d'un syndrome post-traumatique. Officieusement, ce centre est tenu par des organisations scientifiques et pharmaceutiques sous couvert de la CIA.
Dikson subira tout une batterie de tests, d'essais de vaccin, d'injections de produits douteux. Mais contrairement à ce qu'avaient prévu les scientifiques du labo, Dikson devint plus fort. Mentalement et physiquement. Les services du renseignement français ayant appris la nouvelle tenaient à récupérer le corps de Dikson coûte que coûte car ils avaient une idée, un projet militaire qui pourrait garantir la sécurité du territoire national mais aussi devenir une arme redoutable en OPEX. En effet, le ministère de la Défense avait l'intention de mettre en œuvre le projet Coq gaulois.
Marcus Dikson réintègrera les forces mais sans jamais retrouver ses droits civiques. Ses libertés seront restreintes. Quelques mois plus tard, alors que le Coq gaulois est sur le point d'appréhender un dangereux mercenaire qui répond au nom de Phantomass, il apprend que les Américains ont retrouvé la trace de Ben Laden.
Pour Dikson, cette annonce sonne comme la fin d’une traque qui aura duré plus de dix. Il tient sa vengeance du bout des doigts.
Oussama ben Laden sera neutralisé quelques heures plus tard, à Abbottabad, Pakistan, par les Navy Seals et lui-même.
Après cela, le Coq gaulois sera envoyé sur les théâtres d’opérations de l’Armée française mais aussi de manière conjointe avec les forces de l'OTAN.

## Publications
- Le Coq Gaulois - le premier patriote (essai), Galaxie comics studios, 2013.  (ISBN 979-1-0908932-0-7)
- Le Coq Gaulois - tome 1 - L'anthologie, A&H éditions, 2019.  (ISBN 979-10-95857-17-4)
- Le Coq Gaulois - tome 2 - Le premier patriote - New edition, A&H éditions, 2020.  (ISBN 979-10-95857-71-6)
- Le Coq Gaulois - Extraction en Haut-Karabagh -Ep 01/10 - A&H éditions 2023  (ISBN 978-2-493593-07-8)
- Le Coq Gaulois - Cash to Catch -Ep 02/10 - A&H éditions 2023  (ISBN 978-2-493593-12-2)
- Le Coq Gaulois - Invasion France -Ep 03/10 - A&H éditions 2024  (ISBN 9782493593214)